# Giovanni Jacopo Dionisi
Giovanni Jacopo Dionisi (22 juillet 1724, Vérone - 14 avril 1808, Vérone) est un antiquaire et philologue italien.

## Biographie
Giovanni Jacopo Dionisi naquit en 1724 à Vérone, d’une famille patricienne. Après avoir terminé ses études au collège des jésuites de Bologne, il revint dans sa ville natale ; et ayant embrassé l’état ecclésiastique, fut pourvu d’un canonicat. Son goût pour l’érudition lui mérita bientôt l’emploi de conservateur de la bibliothèque du chapitre. En classant les précieux, manuscrits confiés à sa garde, parmi lesquels se distingue le palimpseste des Institutes de Gaïus, dont on s’est récemment servi pour l’édition de Berlin, il acquit des connaissances très-étendues dans la diplomatique. Quelques opuscules, fruits de ses recherches laborieuses, en établissant d’une manière solide sa réputation parmi les savants, l’encouragèrent à suivre la carrière dans laquelle il était entré. Cependant, au milieu de ses travaux d’érudition, il ne négligeait point la culture des lettres. La lecture réfléchie du Dante, à un âge où il pouvait en apprécier les beautés, lui inspira une telle passion pour ce grand poète, qu’il consacra dès lors tous ses loisirs à préparer une édition des œuvres de cet immortel génie. Il visita dans ce but les principales bibliothèques de l’Italie, en examina tous les manuscrits qui pouvaient lui fournir de nouvelles leçons ou lui donner de nouvelles lumières sur les écrits et la vie de son poète favori. Il consacra dix années à ces recherches, dans lesquelles il fut aidé par l’abbé Perazzini, qui partageait son admiration pour le Dante. Aussi modeste que savant, Dionisi se défendit d’accepter un évêché qui lui fut offert par le pape Pie VI. Exempt d’ambition, il passa sa vie au milieu des livres, et mourut à Vérone le 14 avril 1808. Désirant être utile, même après sa mort, à la jeunesse studieuse, il légua sa riche bibliothèque au chapitre de la cathédrale.

## Œuvres
Outre une magnifique édition de la Divina Commedia di Dante, Parme, 1795, 3 vol., grand in-fol., on doit à ce laborieux écrivain :
- Spicilegio di documenti ;
- Apologetiche riflessioni, Vérone, 1755, in-8°. Il y soutient l’authenticité d’une charte de Rathold, évêque de Vérone, en 813, par laquelle ce prélat accorde quelques privilèges aux chanoines de cette ville.
- Osservazioni sopra un’antica scultura ritrovata nel recinto della cattedrale di Verona, ibid., 1767 ;
- Dell’Origine e del progresso della zecca di Verona, 1773 ;
- Deux Lettres, en latin, sur les monnaies frappées à Vérone par Ezzelin, 1779 ;
- la traduction italienne des œuvres de St. Zénon, et des Éclaircissements sur les actes de St. Arcadius, évêque de Vérone, ibid., 1784, in-4° ;
- Vite dei santi martiri e vescovi Veronesi, ibid., 178G, in-4° ;
- Serie di aneddoti, ibid., 1786-90, 2 vol. in-8°. C’est une introduction à la lecture de Dante. Malgré quelques erreurs, quelques opinions hasardées qui lui ont été reprochées par les critiques italiens, on ne peut s’empêcher de savoir gré à Dionisi de son admirable zèle pour éclaircir le texte et faciliter l’intelligence du premier des poètes modernes.
- De’ Blandimenti funebri osia delle esclamazioni sepolcrali, Padoue, 1794, in-4°. L’auteur y corrige diverses inscriptions tumulaires des anciens chrétiens ; et, quand l’occasion s’en présente, il en profite pour expliquer divers passages obscurs des classiques italiens, notamment de Dante et de Boccace.
- De’ vicendevoli Amori di messer Fr. Petrarca e della celebratissima donna Laura, Vérone, 1802. Cet opuscule, dans lequel il parle en termes peu convenables des amours de Laure et de Pétrarque, auxquels le temps a donné sa consécration, se ressent de l’âge avancé de l’auteur, et lui attira de vives critiques. Il a laissé plusieurs ouvrages manuscrits, entre autres : Preparazione istorico-critica ad una edizione di tutta le opere di Dante. Cet ouvrage, fruit de longues études, a été mis en ordre par l’abbé Santi-Fontana. On peut consulter pour plus de détails l’éloge de Dionisi dans les Elogi istorici de’ più illustri ecclesiastici Veronesi, par l’abbé L. Federici, Vérone, 1819, t. 3 ; Gamba, Galleria d’uomini illustri quader. 17; et enfin la Biograf. universale, article de l’abbé Fortunat Federici. Son portrait a été gravé in-fol., avec son éloge latin en style lapidaire, par P. Cesari.